# 科連齊
50°52′29″N 29°52′14″E / 50.87472°N 29.87056°E

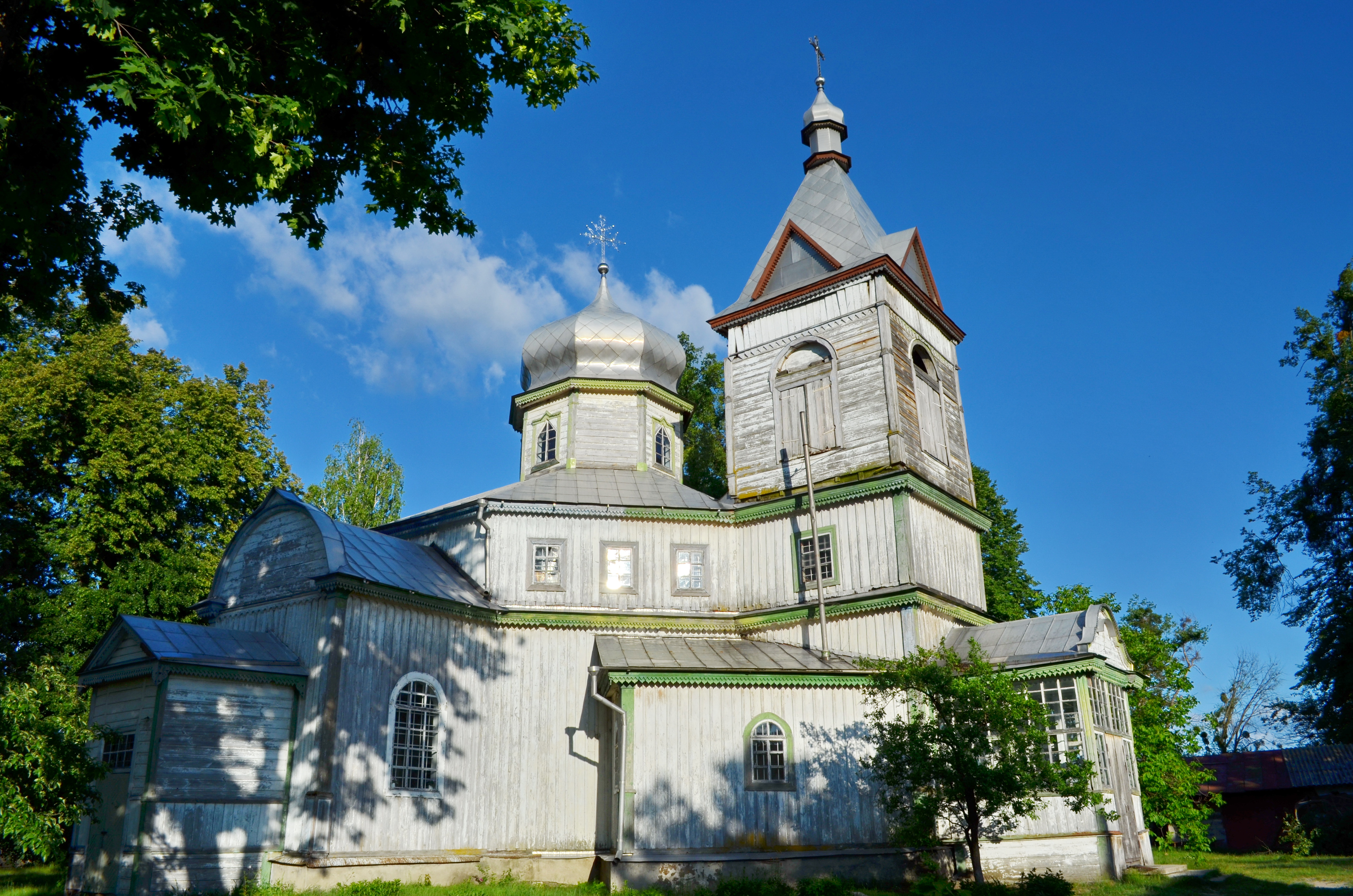

科連齊（烏克蘭語：Коленці）是位於烏克蘭北部的村莊，由基辅州维什霍罗德区的伊萬基夫市鎮負責管轄。該村面積2.4平方公里，海拔高度127米，2001年人口486，人口密度每平方公里202.5人。